# Horacio Baudello Icasto
Horacio Baudello Icasto (Benito Juárez Buenos Aires, 20 de mayo de 1910 - 15 de enero de 1992) fue un músico autodidacta, bandoneonista, compositor, director de orquesta y profesor de música argentino.

## Biografía
Horacio Icasto nació en Benito Juárez Buenos Aires, a unos 400 km de la capital de la República Argentina. Consultando libros de música pudo aprender bandoneón, mandolina y guitarra por su cuenta.
Formó y dirigió la "Orquesta Típica de Benito Juárez", integrada por Antonio Delucio en bajo, Rodolfo Delucio en violín, José D'Annunzio y José Carussi en bandoneón. Incorporó también a esta orquesta, a su hijo (Horacio Icasto) de tan sólo 6 años, quien ya lo acompañaba en el piano de manera prodigiosa. Con esta formación, tocó en la "Asociación Popular de Cultura" y en el "Club Social y Deportivo Otamendi".
En 1950 viajó a Buenos Aires con su esposa (Elena Courtil) y sus 4 hijos donde se estableció definitivamente. Allí formó su propia "Orquesta Típica de Tango" con músicos de la Capital Federal con quienes tocó en distintos sitios como: La "Unión de Florida"; El "Club Social Muñíz" y El "Círculo de Estudiantes de Villa Crespo" (donde compartió escenario con "Oscar Alemán" y "Johnny Heiber y su Orquesta de Jazz").
En su casa del barrio porteño de San José de Flores se dedicó a la afinación de pianos y finalmente encontró su vocación como profesor de bandoneón, acordeón y guitarra. 
Entre sus alumnos se destacaron Rafael Nicolau y Roberto Moya, actualmente concertistas de guitarra.

Su pasión por la música le permitió continuar dando clases de guitarra hasta los 78 años.

## Algunas de sus obras
- "Nuestro refugio" (Tango)
- "Y me decís si te quiero" (Tango)
- "Mis viejos" (Tango)
- "Tanguero sentimental" (Tango)
- "Cositas de amor" (Vals)